# Bulleh Shah
 (avril 2020).
Bulleh Shah, nom complet: Syed Abdullah Shah Qadri (pendjabi : سید عبداللہ شاہ قادری), né en 1680 à Uch (Pakistan actuel) et mort en 1757 à Kasur, est un philosophe musulman, soufi et poète d'expression penjabi. Il fut un des grands auteurs de la littérature penjabi, et son influence sur la poésie et la musique soufies de l'Inde du nord est importante. La musique de cette région porte d'ailleurs sa trace encore aujourd’hui, et il continue à être repris par différents chanteurs.  

## Biographie
Bulleh Shah vécut près de Lahore. Il est né à Kasur dans une famille de sayyid, et son père, Shah Muhammad Darwaish, était un homme très religieux, pratiquant un islam orthodoxe, qui semble ne pas avoir été très ouvert aux idées soufies (comme la communauté de Kasur sans doute).  
Le  maître spirituel de Bulleh Shah est Shah Inayat Qadiri (en), qui appartenait à une famille récemment convertie à l'islam et connaissait bien les coutumes et la philosophie hindous.
Dans sa poésie, Bulleh Shan fait souvent l’éloge de son maître. En revanche, les proches de Bulleh Shah virent d’un mauvais œil cette vénération envers ce maître d’origine plus modeste, et qui n'était pas un sayyid. 
Bulleh Shah est resté célibataire.

### Contexte politique et mort

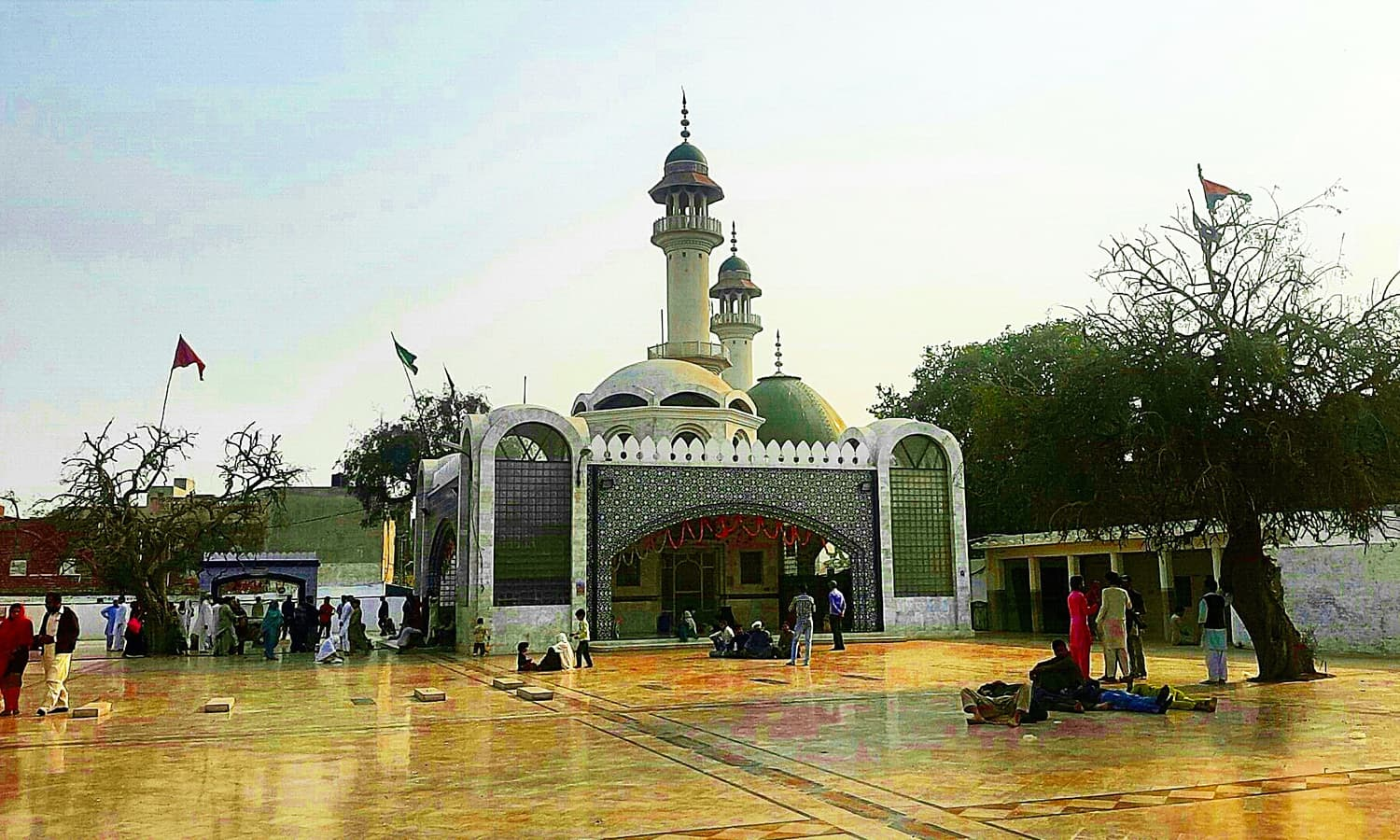
Le mausolée de Bulleh Shah à Kasur.

Bulleh Shah vécut dans l'empire moghol, alors marqué par de fortes tensions, et il fut témoin des désastres politiques qui se produisirent dans le Nord de l'Inde après la mort d'Aurangzeb. C’est dans ce climat qu’il chercha à apaiser les relations des communautés sikhs et musulmanes. Ce rôle de pacifiste et sa critique du fondamentalisme religieux des mollahs de son époque et de leur influence politique lui attirent des ennuis. Il est alors exilé de la ville de Kasur et lors de son décès, le clergé lui refuse des obsèques. C'est dans cette même ville que se trouve son tombeau. Chaque année, à la date anniversaire de son décès, les célébrations de l'urs ont lieu pendant trois jours.

## Œuvre

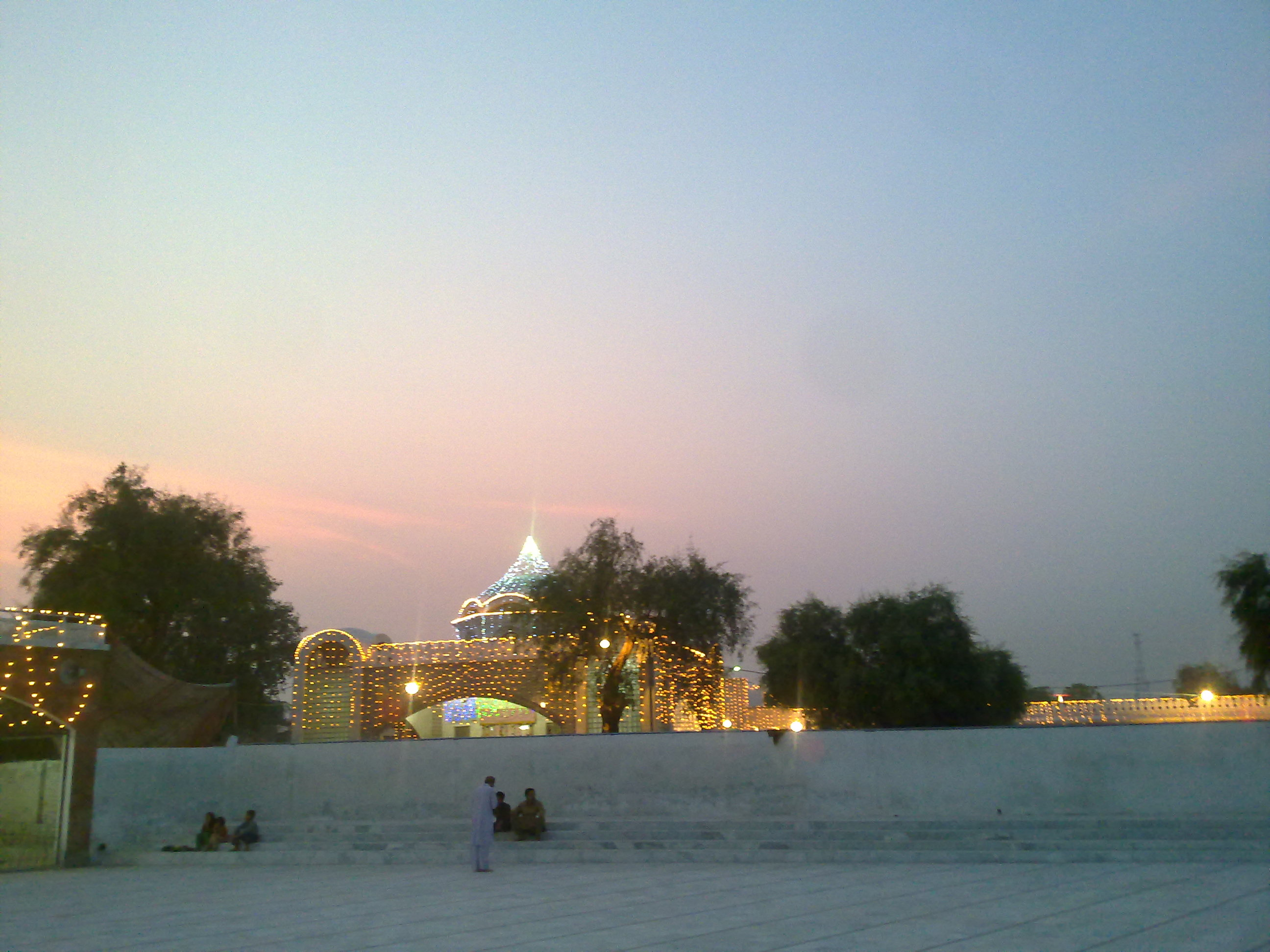
Le mausolée à la tombée de la nuit.

Bulleh Shah est considéré comme le plus grand poète mystique penjabi. Son œuvre marqua profondément la littérature penjabi au Pakistan et dans le Nord de l’Inde. Si son maître se montrait prudent, surtout après l'exécution de Dara Shikoh, le frère de l'Empereur moghol Aurangzeb et les pressions sur la confrérie soufie de la Quadiriyya, Bulleh Shah ne fit guère de cas des interdictions et chanta son sentiment d'unité qui    afin de se consacrer à sa quête spirituelle.
Les thèmes incluent la connaissance de soi, celle du monde intérieur de l’amour et de l'abandon, l’humanité et la tolérance. Dans cette période marquée par les troubles et la souffrance des hommes, il chante ses hymnes mystiques pour se consoler et consoler ses amis. On apprécia tellement sa poésie qu'il gagna le surnom de « Rumi du Penjab »,. On lui doit aussi des traités de grande qualité en prose persane.

### Hir Ranjha

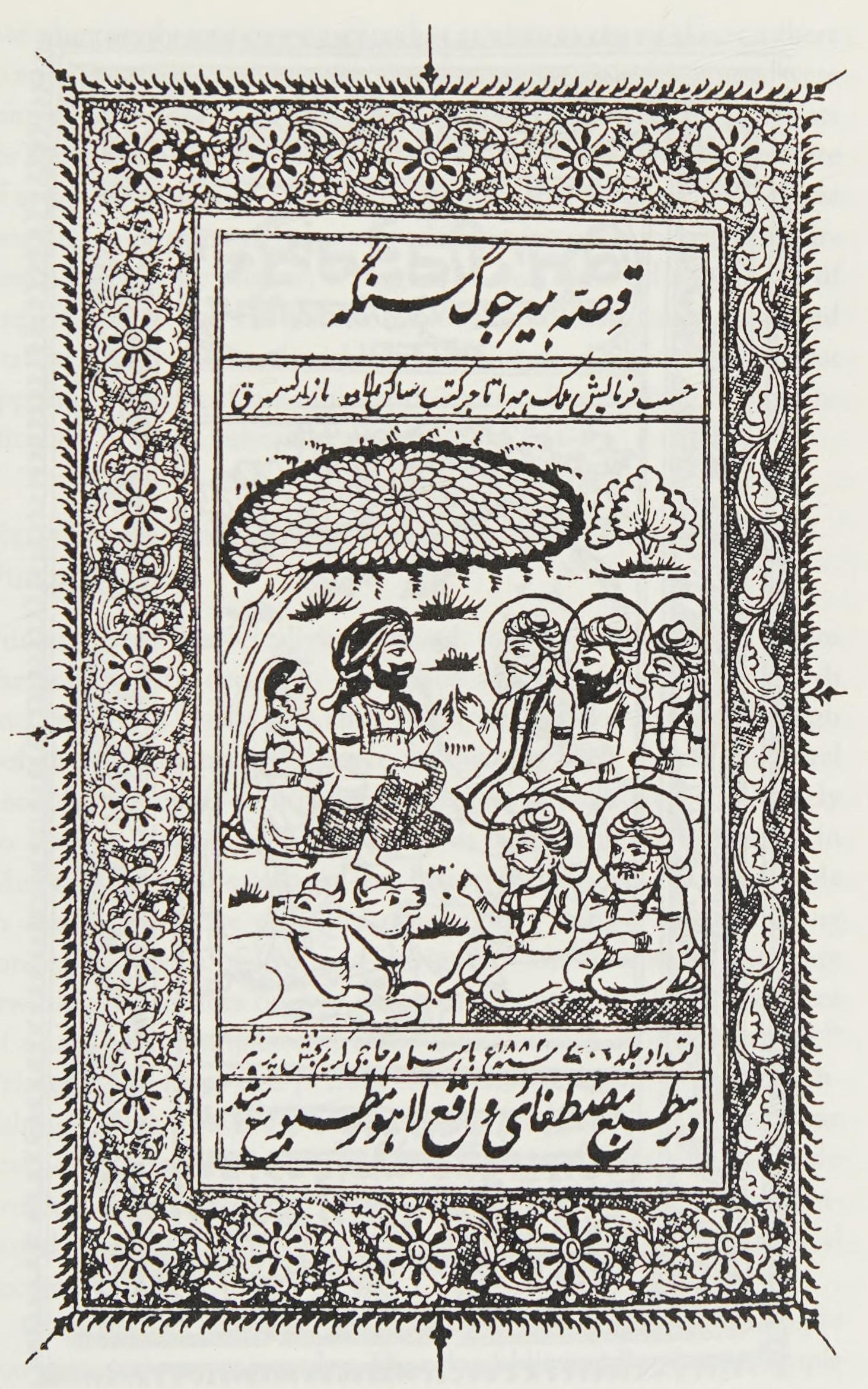
Hir et Ranjha assis devant le panj pir (Cinq grands saints). Page de titre de Qissa Hir Jog Singh. Lithographie, Lahore, 1882.

On trouve chez Bulleh Shah un trait commun à la mystique penjabie et sindhie, à savoir l'utilisation des contes populaires pour exprimer des expériences mystiques : par exemple celle de Hir Ranjha (en), qui a été racontée par près d'une centaine de poètes en penjabi, persan, ourdou ou encore sindhi, et dont notre auteur a utilisé le thème. Cette histoire, qui reprend sans doute un événement historique qui s'est produit au XVIe siècle, conte la rencontre entre Ranjha, fils d'un riche propriétaire terrien, et Hir, fille du prince Djang, qui ne veut rien savoir de cette relation. Pourtant les jeunes gens se voient, mais bientôt l'oncle de Hir les surprend. Cette dernière est enfermée pour être donnée en mariage à un prince Rajput. Au terme de nombreuses aventures, Hir et Ranjha meurent. Selon une version, ils sont empoisonnés par la famille de Hir, ou, selon une autre version, ils meurent de soif dans les désert en se rendant au pèlerinage à La Mecque, et sont ainsi réunis dans la mort — et donc dans la vie éternelle.

### Poésie et musique
Bulleh Shah vécut à une époque marquée par des poètes réputés. Son œuvre est marquée par le style kafi (en), une forme de poésie, souvent chantée, répandue au Penjab. Ce genre est caractérisé par la reprise du premier ou du deuxième vers — parfois les deux — comme refrain. Quand le poème est chanté, ce refrain est souvent longuement repris par les chanteurs (qawwal). C'est dans cette forme que Bulleh Shah a exprimé son sentiment d'unité englobant toute chose, dans des vers audacieux et très musicaux qui sont toujours appréciés dans le pays.
Au total, l’œuvre de Bulleh Shah compte quelque 150 poèmes. Sa poésie est reprise par les plus grands noms de la musique pakistanaise comme Ustad Nusrat Fateh Ali Khan, Abida Parveen, Noor Jehan, Sabri brothers (en), le groupe soufi de musique rock Junoon (groupe) (en), ou encore la chanteuse Hadiqa Kiani (en). 
On trouve aussi de nombreuses références à Bulleh Shah dans la musique indienne. Son œuvre a été traduite en anglais, mais elle reste peu connue des non anglophones.

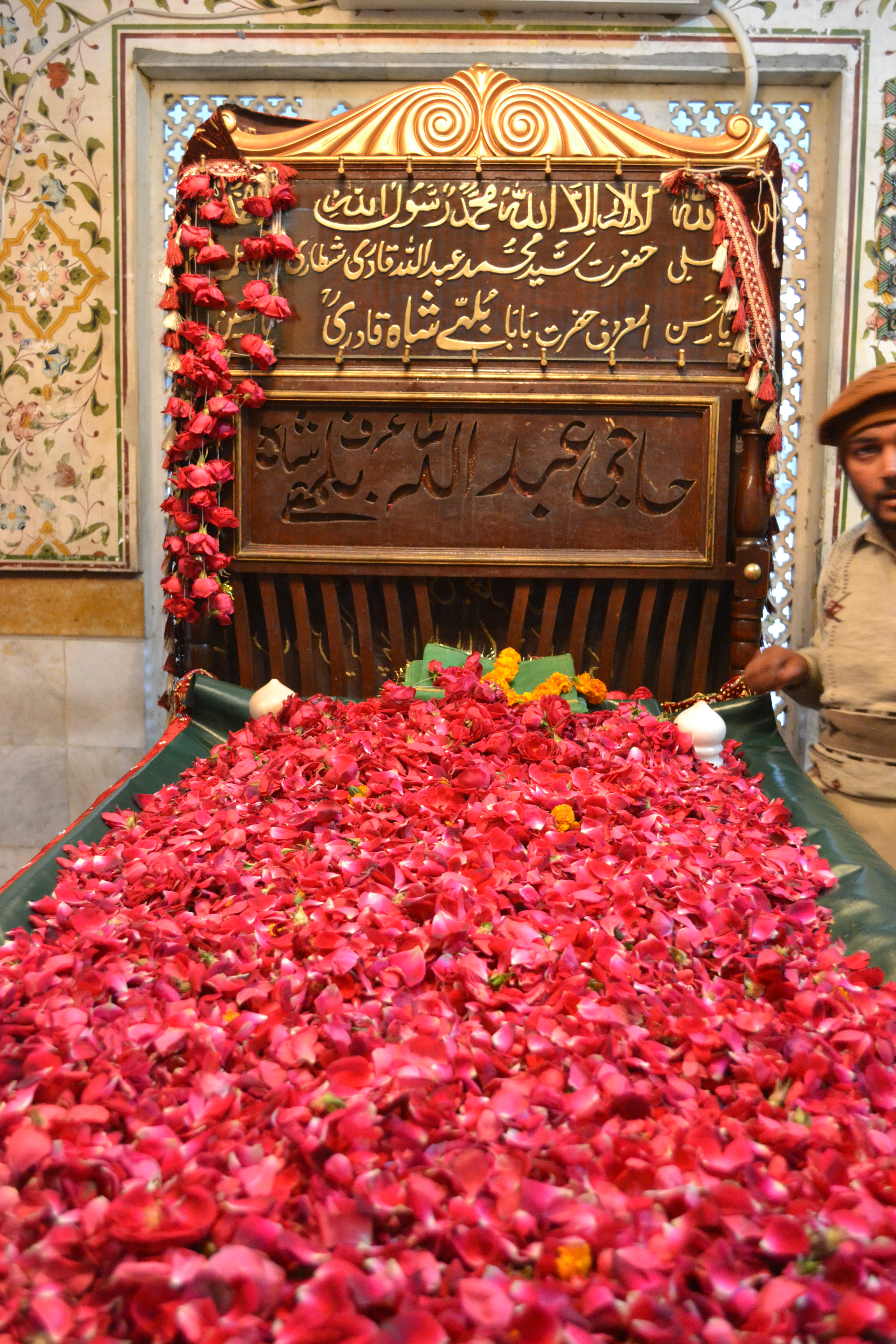
La tombe de Bulleh Shah.

#### Traductions
- (en) Mahmood JAMAL (Ed. + Introduction), Islamic Mystical Poetry: Sufi Verse from the early Mystics to Rumi, London, Penguin, coll. « Penguin Classics », 2009, 336 p. (ISBN 978-0-140-42473-7, lire en ligne)
- Ravindra Mohan Chopra, Great Sufi Poets Of The Punjab, Calcutta, Iran Society, 1999, 320 p. (lire en ligne), p. 131-184
- (en) J.R. Puri et T.R. Shangari, Bulleh Shah The Love Intoxicated Iconclast, Amritsar, Rhada Soami Satsang Beas, 1986, xviii + 492 p. (lire en ligne)Life + Teachings: p. 1-144; Poems, p. 145-468
- (en) Paul Smith, Bulleh Shah. Life and Poems, Campbells Creek (AU), New Humanity Books, 2014, 120 p. (ISBN 978-1-499-50525-2)
- (en) Charles Frederick Usborne (1874-1919), Bullah Shah, Mystic poet of Punjab : a Study, Sheikh Mubarak Ali, 1982, 160 p.

#### Études
- Rakshat Puri, « Bulleh Shah in Punjabi Poetic Tradition », India International Centre Quarterly, vol. 24, nos 2 / 3,‎ 1997, p. 125-138 (lire en ligne)
- (en) Lajwanti Ramakrishna (With a Foreword by A. C. Woolner), Pañjabi Sufi Poets. A. D. 1460-1900, Bombay, Oxford University Press, 1938, xxxii + 142 p. (lire en ligne [PDF]), p. 40-71
- (en) Robin Rinehart, « The Portable Bullhe Shah: Biography, Categorization, and Authorship in the Study of Punjabi Sufi Poetry », Numen, vol. 46, no 1,‎ 1999, p. 53-87 (lire en ligne)